# Anthony Ashley Cooper (1671-1713)

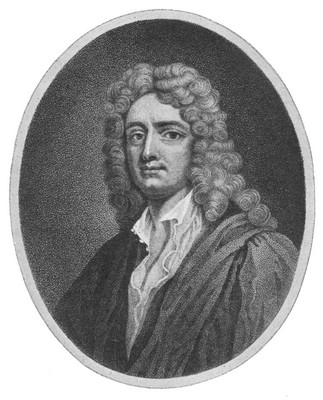
Anthony Ashley Cooper

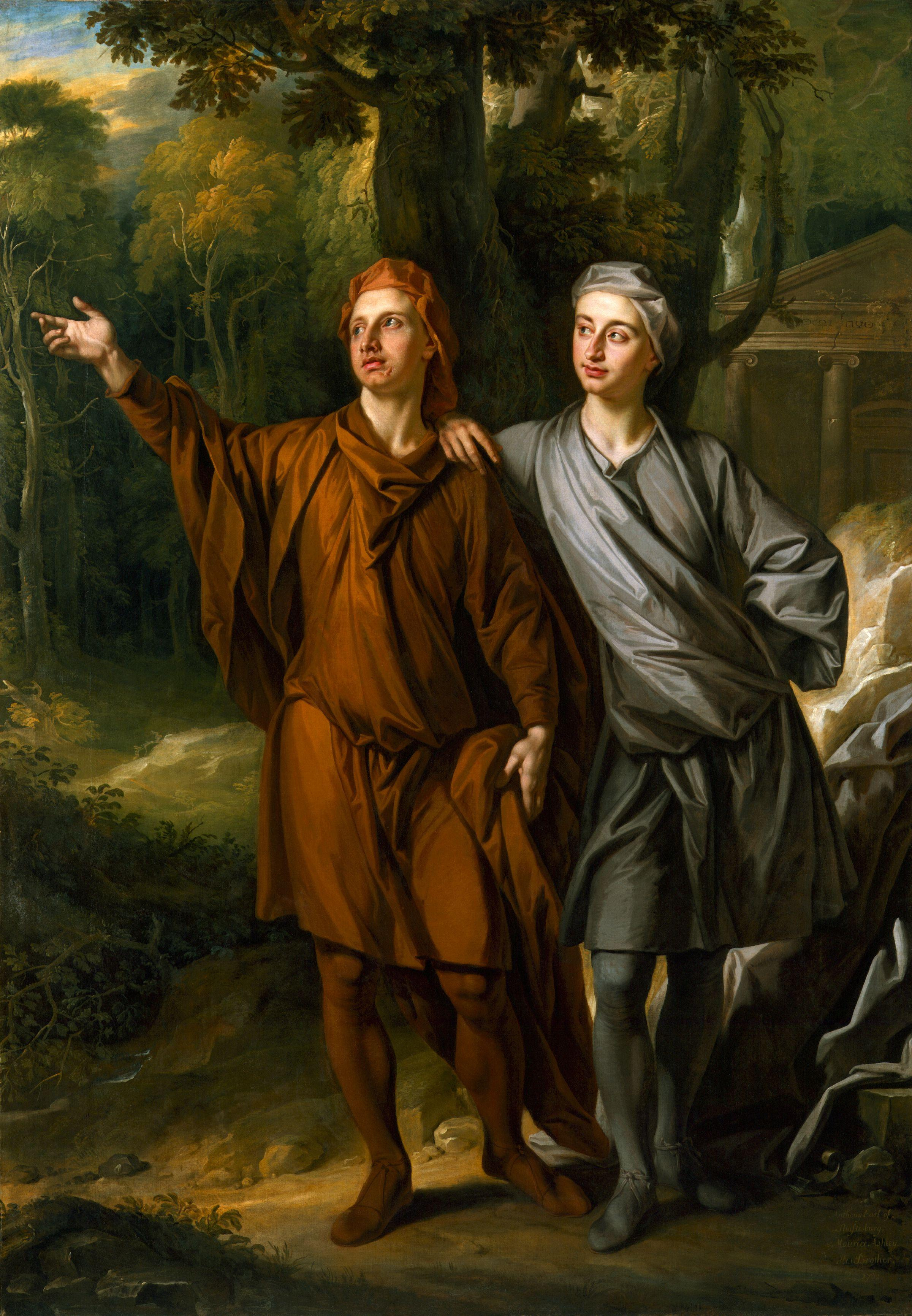
Anthony Ashley-Cooper with his brother Maurice, in a 1702 painting by John Closterman designed to illustrate his Neo-Platonist beliefs.

Anthony Ashley Cooper, 3e graaf van Shaftesbury (Londen, 26 februari 1671 – Napels, 4 februari 1713) was een Engels politicus, filosoof en schrijver. 

## Leven
Shaftesbury kreeg een aristocratische opvoeding met behulp van de principes die John Locke, die zijn tutor was. Op school was hij een matige leerling, maar eenmaal op reis in het buitenland begon hij zich te ontwikkelen en voor van alles te interesseren. Zijn politieke positie was die van de whigs en hij verdedigde de staatkundige gevolgen van de Glorious Revolution. Van 1695 tot 1698 zetelde hij in het Lagerhuis voor Poole. Hij ging aan de druk ten onder en week voor een jaar uit naar Rotterdam, waar hij zijn ciris bijhield in een dagboek. In 1699 keerde hij terug naar Engeland om de zetel van zijn vader in het Hogerhuis over te nemen. Vanwege een verslechterde gezondheid zag hij zich genoodzaakt uit te wijken naar een warmer klimaat, wat hij vond in Napels. Hij overleed op 41-jarige leeftijd aan een respiratoire aandoening.

## Moraalfilosofie
Shaftesbury is de auteur van onder andere Inquiry Concerning Virtue and Merit (1699, 'Onderzoek omtrent deugd en verdienste') en Characteristics of Men, Manners, Opinions, Times (1711, 'Kenmerken van mensen, manieren, opvattingen, tijdperken'). Hij was de grondlegger van de empirische wetenschap der moraal en de moderne esthetica. Hij had een aanzienlijke invloed op de Duitse en Franse verlichting. 
Tegenover het grimmige beeld dat Thomas Hobbes van de menselijke natuur had geschetst in zijn Leviathan (1651), stelde Shaftesbury dat het wezenlijke de sociabiliteit van mensen was. Waar Hobbes een vijandige competitie van allen tegen allen zag die uitliep op oorlog, meende Shaftesbury dat genegenheid en fellowship meer fundamentele impulsen waren. Zelfs oorlog toonde dat aan, want in het samenwerken om gevaren te doorstaan werden diepe banden gesmeed. Ook La Rochefoucaulds theorie over de primauteit van eigenliefde en belangen, overtuigde hem niet. Het grootste genot is altijd een gedeeld genot, of het nu gaat om eten, drinken of seks. Ook het aangeboren geweten, waardoor we uit onszelf weten – los van religie – of we goed of fout hebben gehandeld, is gericht op aangenaam samenleven met medemensen.
Shaftesbury deed een poging de theorie van Locke over de werking van de menselijke geest te koppelen aan de argumenten uit de Ethica Nicomachea van Aristoteles. Hierin presenteerde hij een aristotelisme met een stevig sceptisch temperament en een zoektocht naar stevige funderingen. Hij leidt zijn ideeën omtrent het goede leven af uit eigenschappen van de menselijke natuur, en die voor alle mensen gemeenschappelijk waren. Net als bij Aristoteles kunnen louter een goed karakter en deugdzaamheid oorzaken zijn van menselijk geluk. Geluk is de toestand waarin onze natuur in harmonie met zichzelf is. Deze harmonie is een kwestie van proportionaliteit in de ziel. Deugdzaamheid bestaat uit een bepaalde geneigdheid van het karakter, waarin de rede heerst over de hartstochten. De deugdzame mens heeft wel degelijk emoties en hartstochten, maar zij dienen zich te richten op zaken die die gevoelens waard zijn.
De moraalfilosofie van Shaftesbury loopt in zekere zin vooruit op de moraalfilosofie van Immanuel Kant. De voornaamste werking van de rede is volgens Shaftesbury verbonden met het geweten. Moraliteit kan niet gegrond zijn in religieuze gehoorzaamheid of vroomheid, maar men moet uitmaken of dergelijke gehoorzaamheid het werkelijk waard is.
Kortom komt het op de twee volgende punten neer:
- Moraliteit is zowel een kenmerkende eigenschap van rationele wezens als een integraal onderdeel van hun natuur en wezen.
- Moraliteit is zeer nauw verbonden met emoties en de kern daarvan is het besef dat elk mens heeft van zijn eigen sociale aard.

### Familie
Hij was de kleinzoon van de politicus Anthony Ashley Cooper (1621-1683).

## Voetnoten
1. ↑  Ritchie Robertson, The Enlightenment. The Pursuit of Happiness 1680-1790, 2020, p. 226
2. ↑  Ritchie Robertson, The Enlightenment. The Pursuit of Happiness 1680-1790, 2020, p. 227

- Bibsys: 2038188
- Biblioteca Nacional de España: XX1120378
- Bibliothèque nationale de France: cb11924603x (data)
- Catàleg d'autoritats de noms i títols de Catalunya: 981058521450906706
- CiNii: DA01585023
- Gemeinsame Normdatei: 118613693
- International Standard Name Identifier: 0000 0001 2129 6523
- Library of Congress Control Number: n50002516
- Nationale Bibliotheek van Letland: 000055308
- Nationale bibliotheek van Australië: 35491769
- Nationale Bibliotheek van Israël: 987007268065105171
- Nationale Bibliotheek van Polen: a0000001207082
- Nationale en Universitaire bibliotheek Zagreb: 000740334
- Nederlandse Thesaurus van Auteursnamen: 068503296
- Réseau des bibliothèques de Suisse occidentale: 02-A000148706
- Istituto Centrale per il Catalogo Unico: CFIV033191
- LIBRIS: 344691
- SNAC: w62f7sgc
- Système universitaire de documentation: 028721918
- Trove: 972418
- Union List of Artist Names: 500266923
- Virtual International Authority File: 41846508
- WorldCat: E39PBJfMmcxPQDXyTDpgvMqG73